# 阿爾·夏普頓
阿爾·夏普頓（Alfred Charles "Al" Sharpton, Jr.）（1954年10月3日—），是一位美國非裔美國人浸信會牧師，民權運動、社會正義運動家，電台及電視節目主持人 。
在2008年美國總統選舉，他是奧巴馬的支持者之一
儘管被認為是民權運動的一大重要領袖之一，但他的社會言論常引起爭議，反對者認為他煽動黑人種族主義。此外，他是少數公開支持同性婚姻的黑人教會領袖。

## 簡介
在2004年美國總統選舉，他曾經參與民主黨的總統初選提名。

## 外部連結
- 阿爾·夏普頓在互联网电影资料库（IMDb）上的資料（英文）
- Al Sharpton在《紐約時報》上的節選新聞及評論
- C-SPAN內的頁面（英文）